# Jean-Claude Puyalt
Jean-Claude Puyalt, né le 10 novembre 1954, est un arbitre français de football des années 1990. Il a été affilié à la Ligue d'Aquitaine de football.

## Carrière
Il a officié dans une compétition majeure : 
- Trophée des champions 1997